# Andrés Velasco (actor)
Andrés Hernán Velasco Reyes (Santiago de Chile, 11 de junio de 1974) es un actor chileno.

## Biografía
En 1979 se radicó junto con su familia en Surinam. Su infancia quedó marcada por ese viaje, porque su padre trabajó en la OEA. Él vivió ahí un tiempo y aprendió el idioma neerlandés. Posteriormente estudió en la Escuela de Teatro de Gustavo Meza, de donde egresó en enero de 1997. Se integró al elenco de la obra La reina Isabel cantaba rancheras. 
Como integrante de la compañía de teatro "La Puerta", viajó a Austria a presentar la obra Electronic City, escrita por Falk Richter y dirigida por Luis Ureta. 
Su debut en la televisión se produjo en Amores de mercado, como El Rucio, del canal TVN. Su primer papel protagónico lo logró en la serie Los Treinta del canal TVN, como Adriano San Martín, serie en la que trabajó junto a su expareja de la vida real, Sigrid Alegría.
También ha encarnado a Mauricio Ossa, periodista voyeur y obsesivo en la teleserie Alguien te mira. Su participación terminó cuando Mauricio murió a manos de Julián García (el asesino interpretado por Álvaro Rudolphy), decapitado con una motosierra.
En 2015 emigró a Mega para unirse al área dramática. 
En el 2021, participó en la teleserie Demente, emitida por Mega, actuando como principal antagonista de la trama.

## Vida personal
Tiene dos hermanas, dos hermanos y un hijo con su expareja Sigrid Alegría.

## Filmografía

### Telenovelas
| Año       | Título                   | Papel                      | Notas       |
| --------- | ------------------------ | -------------------------- | ----------- |
| 2001      | Amores de mercado        | Mauricio Jiménez           |             |
| 2002      | Purasangre               | Ramón Yáñez/Darío Rivarola |             |
| 2003      | Pecadores                | Bienvenido Pereira         |             |
| 2004      | Destinos cruzados        | Ricardo Morán              |             |
| 2005      | Los treinta              | Adriano San Martín         | Principal   |
| 2006      | Entre medias             | Esteban del Río            | Antagonista |
| 2006      | Disparejas               | Ismael Echeverne           | Principal.  |
| 2007      | Alguien te mira          | Mauricio Ossa              |             |
| 2009      | ¿Dónde está Elisa?       | Nicolás Errázuriz          |             |
| 2010      | Mujeres de lujo          | Aníbal Barahona            | Antagonista |
| 2010      | 40 y tantos              | Joaquín Sardá              |             |
| 2011      | El laberinto de Alicia   | Octavio San Martín         |             |
| 2012      | Reserva de familia       | Gustavo González           | Antagonista |
| 2012–2013 | Separados                | Mateo Fernández            | Principal   |
| 2014      | Vuelve temprano          | Miguel Goycolea            |             |
| 2014      | Caleta del sol           | Federico Galván            |             |
| 2015      | Papá a la deriva         | Carlos Gonzalez            |             |
| 2016      | Pobre gallo              | Eduardo Silva              |             |
| 2017      | Perdona nuestros pecados | Lamberto Montero           |             |
| 2018–2019 | Isla Paraíso             | Gabriel Riveros            | Principal   |
| 2021      | Demente                  | Dante Covarrubias          | Antagonista |
| 2022–2023 | La ley de Baltazar       | Manuel Silva               |             |
| 2023–2024 | Como la vida misma       | Marco Morales              | Antagonista |
| 2024–2025 | Nuevo amores de mercado  | José "Chingao" Solís       |             |

### Series y unitarios
- Flop TV (TVN, 2009)
- SCA (Vía X, 2005)
- La vida es una lotería (TVN, 2005) - Juan Reyes
- El día menos pensado (TVN, 2005) - Danilo
- Divino tesoro (Chilevisión, 2011)
- Prófugos (HBO, 2011) - Gastón Serrano
- Historias de cuarentena (Mega, 2020) - Nicolás

### Programas de televisión
- Buenos días a todos (TVN, 2012) - Invitado
- Juga2 (TVN, 2013) - Participante
- Mi barrio, tu mejor compañía (Mega-2021) - invitado
- El día menos pensado - Capítulo 8: El Secreto (temporada 2005), personaje "Danilo"

### Teatro
- La reina Isabel cantaba rancheras
- Piratas
- Electronic City
- Al Filo de la Noche
- Bodas de Sangre
- Nadar Como Perro
- Calias. Tentativas sobre la Belleza
- Art
- Divorciados
- Con Empatia

## Premios
- 2021: Larry Moe Awards eligió a Velasco como Mejor Actor por su papel en Demente.
- 2022 Premios Caleuche 2022 Mejor Actor Protagónico Teleserie "Demente"